# Trapps del Dècan

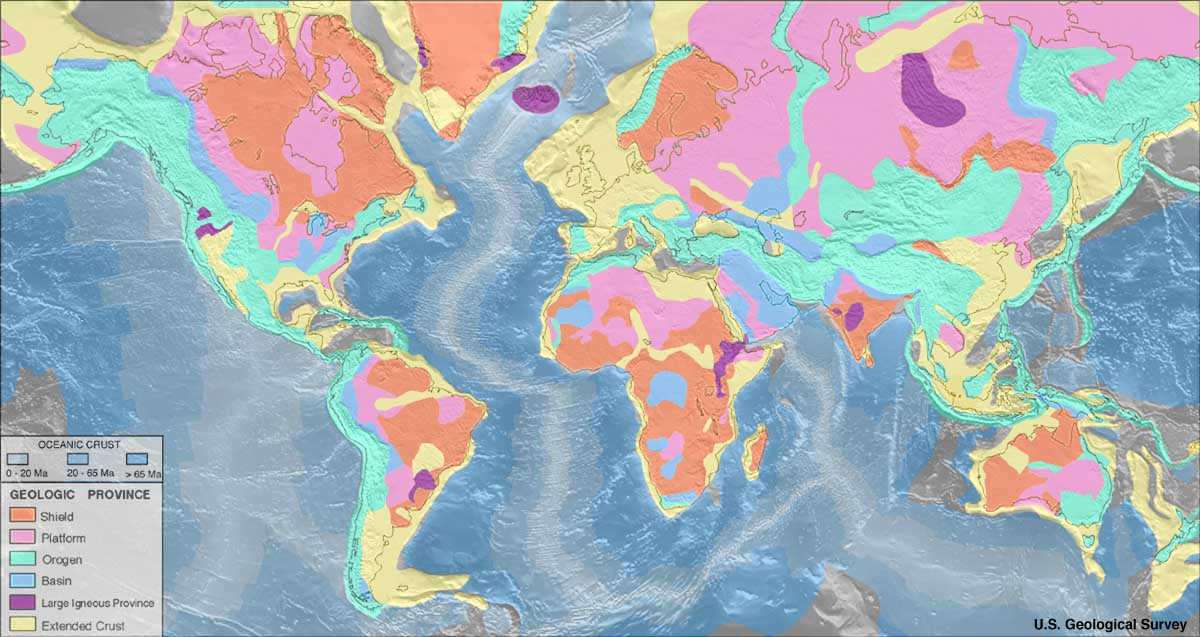
Els trapps del Dècan esmostren en color porpra fosc

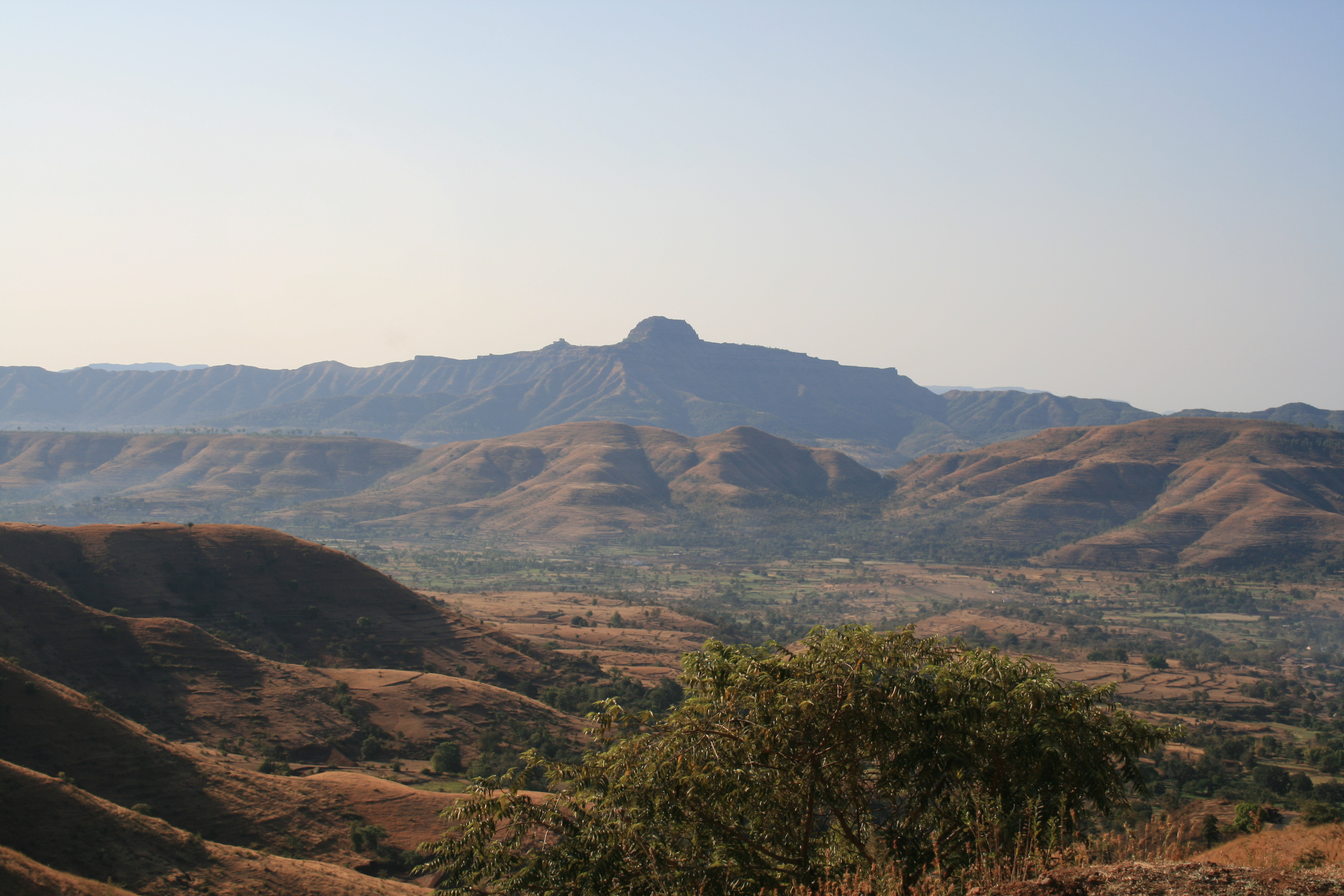
Trapps del Dècan prop de Pune

Els trapps del Dècan són una gran província ígnia situada a l'altiplà del Dècan de la part central oest de l'Índia entre les latituds 17–24N i longituds 73–74E i una de les manifestacions volcàniques més grans del món. Estan formades per múltiples capes de basalt que en conjunt fan més de 2.000 metres de gruix i cobreixen una superfície de 500.000 km² amb un volum de 51.2000 km3. El terme 'trapp', usat en geologia per formacions de roca com aquestes deriva de la paraula de l'idioma suec per designar les escales ("trappa") i fa referència als turons esgraonats del paisatge de la regió.
Els trapps del Dècan es van formar entre 60 i 68 milions d'anys enrere, al final del Cretaci. Hi va haver erupcions durant uns 30.000 anys en total. Per erosió s'ha reduït la superfície originalment coberta per la lava.
L'alliberament de gasos volcànics, particularment diòxid de sofre durant la formació dels trapps va contribuir al canvi climàtic del període. Les dades apunten a una reducció de 2 °C en la temperatura i això es confirma per l'extinció en massa de 17 famílies per cada milió d'anys, 15 més famílies per milió d'anys que la mitjana. Junt amb els efectes de l'asteroide de Chicxulub va causar l'extinció d'animals com els dinosaures no aviaris.